# سیزا
سولانا ایمانی روئی (انگلیسی: Solána Imani Rowe؛ زادهٔ ۸ نوامبر ۱۹۸۹) مشهور به سیزا (SZA)، خواننده و ترانه‌نویس آمریکایی است. او ساخت موسیقی را در اوایل دههٔ ۲۰۱۰ آغاز و به‌صورت مستقل دو ئی‌پی تحت عنوان سی. سیزا. ران (۲۰۱۲) و اس (۲۰۱۳) منتشر کرد. او سپس با ناشر موسیقی هیپ هاپ، تاپ داگ اینترتیمنت قرارداد بست و از طریق آن، سومین ئی‌پی خود، زد (۲۰۱۴) را منتشر کرد. در همان سال، سیزا مشترکاً ترانهٔ «احساسِ خودم» را به‌همراه نیکی میناژ و بیانسه نوشت. او در سال ۲۰۱۶ در ترانهٔ «ملاحظه» اثر ریانا حضور یافت.
نخستین آلبوم استودیویی سیزا، کنترل (۲۰۱۷) با تحسین همگانی منتقدان مواجه شد. این اثر دومین آلبوم آراندبی شد که بیشترین مدت را در جدول بیلبورد ۲۰۰ ایالات متحده سپری کرد و سه گواهی‌نامهٔ پلاتین از طرف انجمن صنعت ضبط موسیقی ایالات متحده آمریکا کسب کرد. در مراسم گرمی، این آلبوم برایش نامزدی چهار جایزه شامل بهترین هنرمند جدید به همراه داشت. کنترل در فهرست سال ۲۰۲۰ رولینگ استون از ۵۰۰ آلبوم برتر تمام دوران قرار گرفت. در آگوست ۲۰۱۷، او در ترانهٔ پرفروش مارون ۵ به‌نام «کاری که عاشق‌ها می‌کنند» حضور داشت. در سال بعد، او برای تک‌آهنگ «همه ستاره‌ها» با همکاری کندریک لامار، نامزد جوایز گلدن گلوب بهترین ترانه غیراقتباسی و اسکار بهترین ترانه شد. دومین آلبوم سیزا، اس‌اواس (۲۰۲۲) به صدر جدول بیلبورد ۲۰۰ رسید و برای ده هفته غیرمتوالی در این جایگاه باقی ماند. تک‌آهنگ «بیل را بکش» از این آلبوم، نخستین ترانهٔ او بود که به صدر جدول بیلبورد هات ۱۰۰ رسید.
سیزا افتخارات گوناگونی شامل یک جایزهٔ موسیقی آمریکا، چهار جایزهٔ گرمی،‌ یک جایزه بریت و دو جایزه از زنان در موسیقی بیلبورد (شامل زن سال) کسب کرده‌است.

## اوایل زندگی و تحصیلات
سولانا ایمانی رو در ۸ نوامبر ۱۹۸۹ در سنت لوئیس به دنیا آمد. او در مپلوود، نیوجرسی بزرگ شد. والدینش اصالتاً از جنوب ایالات متحده هستند؛ مادرش، آدری، مدیر اجرایی در ای‌تی‌اندتی بود و پدرش، عبدول، به‌عنوان تهیه‌کننده ویدئو در سی‌ان‌ان فعالیت می‌کرد. در کودکی، مادرش او را از روی صمیمیت «چیکابی» صدا می‌کرد، نامی که از فیلم نل (۱۹۹۴) گرفته شده بود. او یک خواهر ناتنی به نام پانیا دارد که یازده سال از او بزرگ‌تر است و یک برادر به نام دنیل که با نام هنری منهتن به‌عنوان رپر فعالیت می‌کند. او همچنین یک برادرزاده به نام کارولین دارد که در زمینه موسیقی فعالیت می‌کند. او مادربزرگ مادری‌اش، نورما، را بهترین دوست خود می‌داند.
آدری مسیحی است و عبدول مسلمان. پدرش در مناسبت‌های خاص به کلیسای مادرش می‌رفت، در حالی که مادرش برای نماز جمعه لباس رسمی می‌پوشید و همراه پدرش به مسجد می‌رفت. سولانا در مدرسه ساندی (معمولاً برای مسیحیان) و مدرسه اسلامی شرکت می‌کرد. او در مصاحبه‌ای با بلاگ مسلم گرل اظهار کرد که والدینش ادیان یکدیگر را پذیرفته‌اند و «ایمان و باورهایشان [با هم ادغام شده است]».
«این مثل باور به خدای واحد، همه ارکان اسلام و غیره است، و فکر می‌کنم این‌ها ایده‌هایی هستند که هرگز مرا ترک نمی‌کنند، این‌ها در روحم معنا دارند. این راهی است که من با خدا ارتباط برقرار می‌کنم؛ همیشه برایم منطقی بوده است. فکر می‌کنم دوست داشتم حجاب داشته باشم، اما احساس می‌کنم نمی‌خواهم با حجاب باشم و روی صحنه حرف‌های عجیب بزنم یا در ویدئوها با تراویس اسکات باشم. نمی‌خواهم بی‌احترامی کنم چون عشق و احترام زیادی برای این دین، برای پدرم و برای خودم دارم.»
او در دوران ابتدایی و اوایل راهنمایی باحجاب بود. پس از حملات ۱۱ سپتامبر، در سال‌های راهنمایی، به دلیل ترس از آزار و اذیت ناشی از اسلام‌هراسی، حجاب را متوقف کرد. او سپس در دبیرستان کلمبیا تحصیل کرد، جایی که در تیم‌های ژیمناستیک، هلهله‌چی و گروه رقص مدرسه به نام کمپانی رقص ویژه (Special Dance Company) فعالیت داشت. پس از فارغ‌التحصیلی در سال ۲۰۰۸، او در سه کالج مختلف ثبت‌نام کرد و در نهایت در دانشگاه ایالتی دلاویر اقامت گزید تا زیست‌شناسی دریایی بخواند. او در ترم آخر تحصیل را رها کرد تا روی حرفه موسیقی خود تمرکز کند و برای تأمین مخارج زندگی‌اش مشاغل مختلفی را امتحان کرد.
پس از ترک تحصیل، او اغلب مالیبو می‌نوشید، ماری‌جوانا مصرف می‌کرد و روزانه بیش از حد خواب بود. او دربارهٔ سنش دروغ گفت تا شغلی به‌عنوان متصدی بار پیدا کند و گهگاه در چندین کلوپ شبانه در نیوجرسی و نیویورک سیتی رقصید. هنگامی که نام هنری سیزا را انتخاب کرد، از امت اسلام (یک جنبش مذهبی ناسیونالیسم سیاه) الهام گرفت. او از الفبای اعظم تأثیر گرفت که به هر حرف از الفبای لاتین معنای خاصی نسبت می‌دهد که ریشه در باورهای فلسفی، معنوی و فرهنگی امت اسلام دارد. او همچنین تحت تأثیر رپرها یعنی ریزا و جیزا در گروه وو-تنگ کلن بود. دو حرف آخر نام هنری او معنای زیگ-زاگ و الله می‌دهند، در حالی که حرف اول، اس، می‌تواند به معنای ناجی یا فرمانروا باشد.

## زندگی شخصی
سیزا دربارهٔ چالش‌های سلامت روان خود صریح بوده و صنعت موسیقی را «یکی از پراسترس‌ترین و روان‌پریش‌سازترین صنایع» توصیف کرده است. او پس از مرگ ناگهانی سه دوست‌پسر سابقش به‌صورت پیاپی دچار افسردگی شد و افکار افکار خودکشی پیدا کرد. او با دعا و موسیقی آرامش یافت، که به او کمک کرد تا به سمت خویشتن‌پذیری حرکت کند. مرگ تصادفی دوست صمیمی‌اش، مک میلر، به دلیل بیش‌مصرفی در سال ۲۰۱۸ و مرگ مادربزرگش در سال ۲۰۲۰، او را بیش از پیش به سوی افکار خودکشی سوق داد و انگیزه‌اش برای ساخت موسیقی را کاهش داد.
به سبب شیوهٔ تربیتش، سیزا در طول زندگی خود به چندین باور مذهبی پایبند بوده است. او به وجود یک «نیرو یا حضور برتر [...] که جهان را مانند ماشینی روان هدایت می‌کند» باور دارد، صرف‌نظر از دین. او به مسیحیت آشنا بوده و خود را مسیحی شناخته، و همچنین خود را مسلمان می‌داند. علاوه بر ادیان ابراهیمی، او هندوئیسم را نیز در نظام باورهای شخصی خود گنجانده است. در سال ۲۰۲۰، او یک جلسه مدیتیشن آنلاین با لیزو در لایو اینستاگرام برگزار کرد. او در سال ۲۰۲۵ به یک پناهگاه آرام در هند رفت، بیش از یک هفته از شبکه‌های اجتماعی دوری کرد و در این مدت سامیاما را تمرین کرد. برای حفظ سلامتی‌اش، او یوگا انجام می‌دهد.
سیزا به‌خاطر حفظ حریم خصوصی زندگی عاشقانه‌اش شهرت دارد. از شرکای شناخته‌شده سابق او می‌توان به دریک اشاره کرد که در سال ۲۰۰۹ با او رابطه داشت. شریک دیگر او یک طراح مد ناشناس بود که به مدت یازده سال با او در رابطه بود و پنج سال از این مدت را نامزدی کردند. سیزا آغاز حرفه‌اش را تا حدی مدیون او می‌داند، زیرا نیازهای روزمره‌اش را تأمین می‌کرد؛ او رابطه‌اش با او را هم‌وابستگی توصیف کرد. این دو حوالی سال ۲۰۱۷ از هم جدا شدند و این جدایی سیزا را به حالت فاجعه‌سازی برد، زیرا به گفته‌اش «صخره‌ای در زندگی‌ام» بود و «هیچ‌کس مرا مثل او درک نمی‌کرد». ترانه «هیچ‌کس مرا درک نمی‌کند» (Nobody Gets Me) دربارهٔ او نوشته شد، همان‌طور که بسیاری از دیگر قطعات از آلبوم اس‌اواس نیز به او اختصاص دارند.

## دیسکوگرافی
- کنترل (۲۰۱۷)
- اس‌اواس (۲۰۲۲)
  - پخش مجدد با عنوان لانا (۲۰۲۴)